# Nikolai Stepanovich Sokolov
Nikolai Stepanovich Sokolov (in russo Николай Степанович Соколов?) è un personaggio della serie Metal Gear, figura importante nella serie poiché è il primo responsabile della creazione di un'arma mobile nucleare. È uno scienziato sovietico che defeziona negli Stati Uniti durante la Guerra fredda. Sokolov era il direttore dell'OKB-754 Design Bureau prima della defezione, ed è responsabile dello sviluppo del carro armato nucleare Shagohod. Ha sviluppato inoltre l'Intercontinental Ballistic Metal Gear (IBMG), prendendo spunto dai lavori dei collaboratori dello scienziato Aleksandr Leonovitch Granin.
Il personaggio di Sokolov è basato sul fisico sovietico Andrej Dmitrievič Sacharov.
Sokolov compare anche come personaggio giocabile in Metal Gear Online, la componente multigiocatore online di Metal Gear Solid 3: Subsistence.